# Дошка пошани

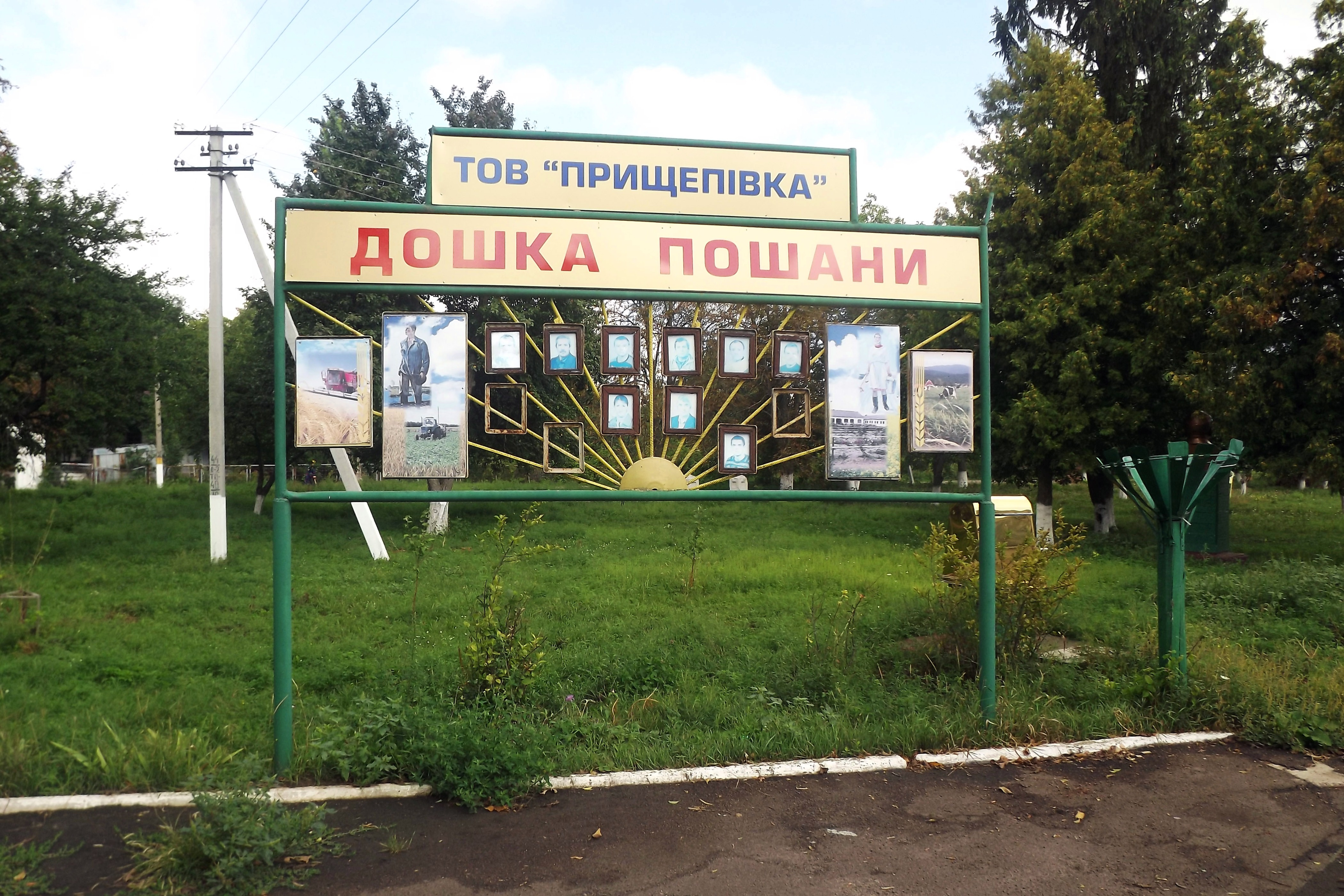
Дошка пошани у селі Прищепівка

Дошка пошани — агітаційно-пропагандистський винахід радянської цивілізації[джерело не вказане 1869 днів], що являв собою стенд з іменами і світлинами передовиків виробництва, який, зазвичай, розташовували біля прохідної або у вестибюлі підприємства. Своєю метою дошка пошани мала підвищення продуктивності виробництва, заохочення. У перші роки радянської влади називалася червоною дошкою, при цьому на противагу їй існувала чорна дошка (надалі — дошка ганьби), на яку заносилися п'яниці, прогульники та ледарі. Дошка пошани передбачалася «Правилами внутрішнього трудового розпорядку», що регламентували трудовий розпорядок у радянських установах, підприємствах і організаціях. Крім того, існували міські, районні, обласні, крайові та республіканські дошки пошани.
Після ліквідації СРСР і зміни політичного й економічного ладу на початку 1990-х років використання дощок пошани на законодавчому рівні припинилося (окрім Білорусі).
Втім і досі в незалежній Україні Дошки пошани використовуються  деякими керівниками організацій і підприємств як інструмент тиску на колектив